# مات ويلز (ملاكم)
مات ويلز (بالإنجليزية: Matt Wells)‏ مواليد 14 ديسمبر 1886 في لندن - الوفاة 27 يونيو 1953 في لندن، كان ملاكم محترف بريطاني صنّف ضمن فئة وزن الوسط بدأ مسيرته الاحترافية سنة 1909. سبق أن شارك في دورة الألعاب الأولمبية الصيفية سنة 1908.

## إحصائيات
خاض خلال مسيرته 98 نزالا، فاز في 49 وتعادل في 4 وخسر في 40. فاز بالضربة القاضية في 8 نزالا.

## روابط خارجية
- مات ويلز على موقع بوكس ريك (الإنجليزية) (registration required)
- مات ويلز على موقع أوليمبيديا (الإنجليزية)